# Norma blankietowa
Norma blankietowa jest to jedna z norm prawnych będąca podstawą prawną do wydawania aktu administracyjnego (np. decyzji). Jej cechami charakterystycznymi jest brak zobowiązania organu administracyjnego do określonego zachowania się (daje tylko upoważnienie). Organ administracji publicznej musi samodzielnie ustalić treść rozstrzygnięcia, ale aby to nastąpiło, organ ten musi samodzielnie określić sposób skorzystania z udzielonego upoważnienia, w szczególności musi ustalić, do jakiego konkretnego celu ma dążyć, aby skorzystać z tego upoważnienia zgodnie z dobrem publicznym, z interesem społecznym, interesem indywidualnym itp. inaczej mówiąc, organ administracji publicznej musi ustalić pewne mierniki, wedle których przyjdzie mu wartościować różne, dopuszczalne w obliczu danej normy blankietowej rozstrzygnięcia, i spośród których to rozstrzygnięć dokona wyboru jednego najwłaściwszego.